# 74è Esquadró de la RAF
El 74è esquadró, també conegut com a "esquadró del tigre" pel seu motiu de cap de tigre, era un esquadró de la Royal Air Force. Va operar avions de combat des de 1917 fins a la dècada de 1990, i després entrenadors fins a la seva dissolució el 2000. Va ser membre de la Royal Air Force de l'Associació Tigre de l'OTAN des del 1961 fins a la dissolució de l'esquadró, des de llavors ha estat substituït per l'esquadró 230.
Format el 1917 com a Esquadró número 74 (Depòsit d'entrenament), la unitat va començar la seva vida com a esquadró d'entrenament. Enviada al Front Occidental el 1918 com a 74è Esquadró (caça), la unitat va desenvolupar ràpidament una ferotge reputació durant la Primera Guerra Mundial a causa que els seus pilots tenien un esperit agressiu semblant al "Tigre". Amb molts asos entre les seves files, Mick Mannock, Taffy Jones i Sydney Carlin, el 74è esquadró (F) va aconseguir 225 victòries en només 7 mesos al front. Dissolt poc després de la guerra, "els Tigres" van tornar durant la crisi d'Abissínia de 1935, sent reformat per la combinació de nombrosos destacaments d'esquadrons que es trobaven a bord d'un vaixell de tropa que es dirigia a Malta. A la Segona Guerra Mundial, el 74è esquadró (F) va lluitar en la batalla d'Anglaterra, va passar dos anys lluitant a l'Orient Mitjà abans de tornar pel desembarcaments de Normandia i va participar en la posterior alliberament de l'Europa ocupada pels nazis.
Després de la guerra, va formar la primera ala de combat a reacció amb els esquadrons 616 i 504, volant amb Gloster Meteor F.3. El 1960, es van convertir en la primera unitat de la RAF en operar l'English Electric Lightning F.1. Entre 1962 i 1963, el 74 (F) operà un equip acrobàtic d'exhibició anomenat '"Els Tigres", format per nou Lightnings - va ser el primer equip de visualització en el món de volar avió capaç de Mach 2. Entre el 1967 i el 1971 es van establir a la base RAF Tengah, Singapur, convertint-se en una dels darrers esquadrons de la força aèria de l'extrem orient de la RAF que operaressin des d'allà abans que els Tigres fossin dissolts.
El 74è esquadró (F) es va reformar l'octubre de 1984 a la RAF Wattisham, Suffolk, volant l'únic F-4J (UK) Phantom. Es van mantenir fins al gener de 1991, quan es van canviar pels FGR.2 Phantom amb motor Spey. D'acord amb la revisió de la defensa Options for Change (1990), es va decidir retirar els restants esquadrons de Phantoms (el 74 (F) i el 56 (F)), que es va concretar a l'octubre de 1992. "The Tigers" va passar els seus darrers vuit anys com a esquadró núm. 74 (reserva), operant el BAe Hawk T.1/T.1A a RAF Valley entrenant futurs pilot. El 74è esquadró (R) va ser dissolt per última vegada el 22 de setembre de 2000.

## Història

### Primera Guerra Mundial

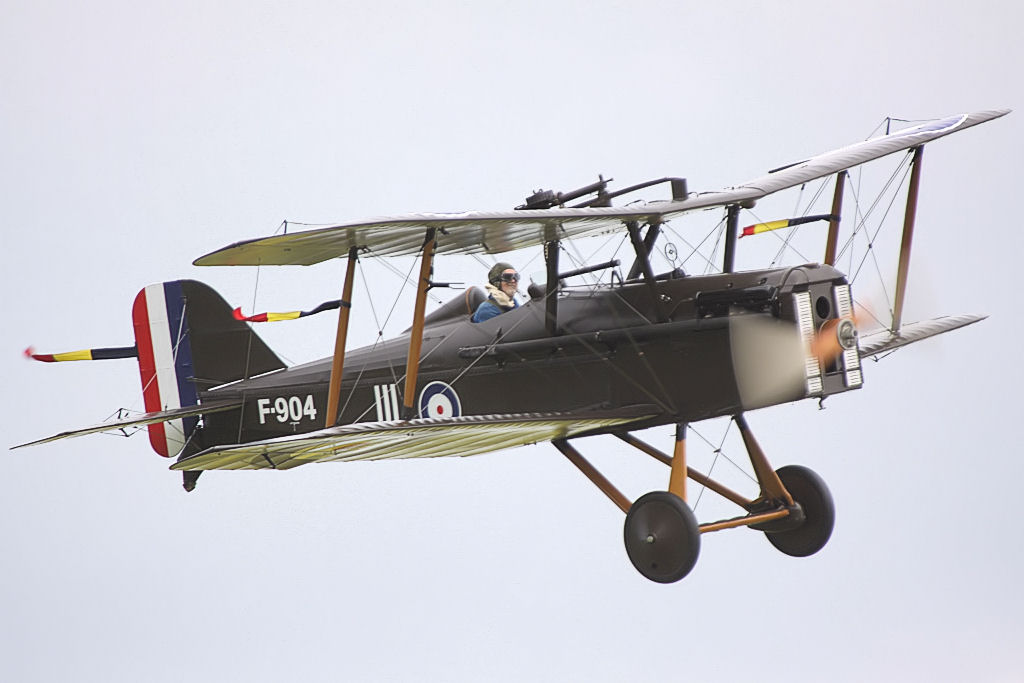
Una rèplica del Royal Aircraft Factory S.E.5a, similar a la que va operar el 74è esquadró (F) els anys 1918 i 1919..

El 74è esquadró es va formar per primera vegada a Northolt l'1 de juliol de 1917, com a 74è esquadró (Training Depot) del Royal Flying Corps (RFC), abans de traslladar-se a l'aeròdrom de London Colney 9 dies després. Començant com a unitat d'entrenament, l'Esquadró va volar inicialment l'Avro 504Ks, entre altres tipus, abans de formar part d'un esquadró de combat. El febrer de 1918, Mick Mannock es va convertir en el comandant de vol de l'esquadró, ja que va assolir l'estat de primera línia, convertint-se en el 74è esquadró (caça).
El 20 de març de 1918, l'Esquadró va rebre els seus primers caces operatius, els Royal Aircraft Factory S.E.5a. El 30 de març, l'esquadró va ser enviat a la seu de la RFC a Saint-Omer, França. El 74è esquadró (F) va entrar en acció per primera vegada el 12 d'abril quan es va enfrontar a una baralla de gossos a prop de Merville contra el Luftstreitkräfte alemany, amb Mannock anotant la primera victòria dels Tigres: un escolta Albatros. Als 70 dies d'haver estat al continent, el 74è esquadró (F) havia anotat 100 morts enemigues amb només una pèrdua. L'esquadró va servir a França des d'abril fins al febrer de 1919, quan va tornar a casa a la RAF Lopcombe Corner, Hampshire, on es va dissoldre el 3 de juliol de 1919.
Durant el servei de guerra de 7 mesos de durada, se li van acreditar 140 avions enemics destruïts i 85 fora de control, per 225 victòries. Disset asos havien servit a l'esquadró, inclosos el guanyador de la Creu Victòria Major Edward "Mick" Mannock, Ira "Taffy" Jones, Benjamin Roxburgh-Smith, el futur Comodor de l'Aire Keith Caldwell, Andrew Kiddie, Frederick Stanley Gordon, Sydney Carlin, Frederick Hunt, Clive Glynn, George Hicks, Wilfred Ernest Young, Henry Dolan, Harris Clements, George Gauld i 
Frederick Luff.

### Anys d'entreguerres
En resposta a la crisi d'Abissínia de 1935, l'esquadró es va reformar en circumstàncies inusuals el 3 de setembre. L'esquadró va renéixer de la combinació de destacaments dels esquadrons 3r, 23è, 32è, 56è, 65è i 601r que estaven a bord del vaixell de tropa Neutralia, que es dirigia a Malta. Després de l'arribada, el 74è esquadró (F) va operar caces biplaça Hawker Demon. Tot i que s'havia restablert oficialment, a l'esquadró se li va prohibir identificar el seu avió per número d'esquadró fins al 14 de novembre per motius de seguretat; fins aleshores se l'anomenava «Dimonis Volants».
Al juliol següent, l'esquadró i els seus Dimonis van ser enviats de tornada a Anglaterra, arribant a RAF Hornchurch el setembre de 1936. El febrer de 1937 després d'anys d'ús no oficial, el 74è Esquadró va veure com la seva insígnia (una cara de tigre) era aprovada oficialment pel rei Jordi VI. "The Tigers" es va tornar a equipar amb Gloster Gauntlets a l'abril de 1937, formant part del nou comandament de caces. Els Gaunlets es van mantenir fins al febrer de 1939, quan l'esquadró va començar a convertir-se al Supermarine Spitfire Mk.I.

### Segona Guerra Mundial

#### Batalla de França i Anglaterra
En esclatar la guerra, el 74è esquadró (F) operava des de RAF Rochford, un aeròdrom satèl·lit de RAF Hornchurch. El 6 de setembre de 1939, després d'una alerta d'atac aeri a primera hora del matí, uns Hawker Hurricanes del 56è esquadró (F) va enlairar-se de North Weald. Els seguien dos Hurricanes de reserva. Els dos reserves van ser identificats com a avions enemics i es va ordenar que els Spitfires de RAF Hornchurch, entre ells el 74è esquadró (F), els ataquessin. Tots dos van ser abatuts. Un pilot, el P/O Montague Hulton-Harrop, va resultar mort; l'altre pilot, Frank Rose, va sobreviure. El pilot que va disparar els trets mortals va ser John Freeborn del 74è esquadró (F). La història exacta del que va passar en aquest incident, que es va conèixer com la "batalla de Barking Creek", mai no va ser coneguda. Fins i tot l'origen del nom és obscur, ja que no es va produir a sobre de Barking Creek, sinó a prop d'Ipswich, a Suffolk. Aquesta va ser la primera mort operativa de la RAF de la guerra; i al consell de guerra que va seguir es va acceptar que tot l'incident havia estat un error lamentable.

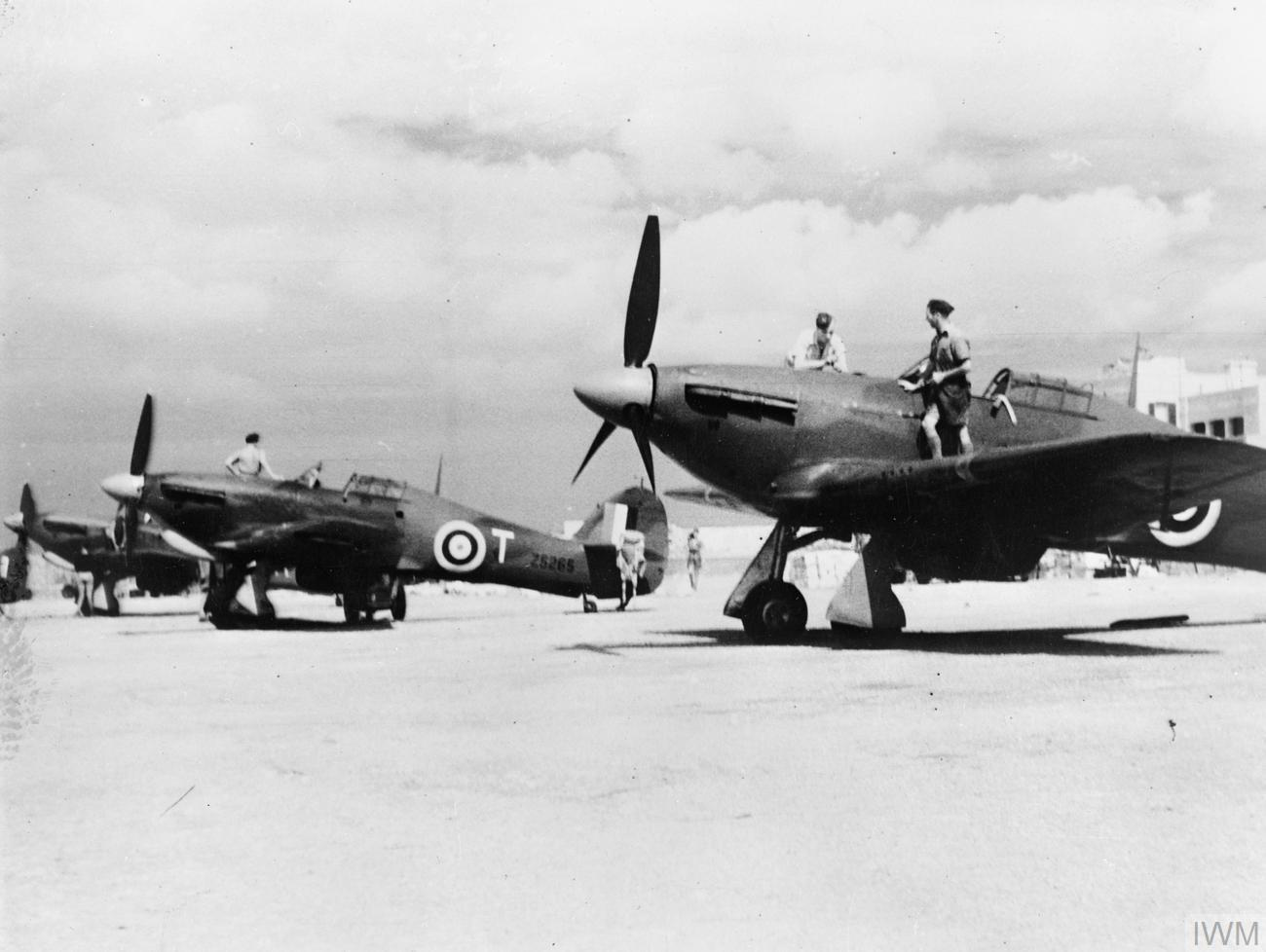
Hawker Hurricane Mk.IIBs, similar als que va operar el 74è esquadró (F) del 1942 al 1943..

L'esquadró, com a part del Grup 12 de la RAF, va començar a combatre el maig de 1940 durant l'evacuació de Dunkerque, en batalles que van suposar un pesant pes tant en pilots com en avions. Després, el 74è esquadró (F) va servir amb èxit durant la batalla d'Anglaterra, amb una forta participació durant els mesos de juny i juliol. L'11 d'agost, l'Esquadró va volar quatre sortides i al final del dia havia aconseguit 24 victòries i 14 danyats. Com a resposta, van rebre un telegrama del cap de l'estat major de l'aire, Sir Cyril Newall, que deia: "Un dia de lluita magnífic, 74 ... Mannock ho va començar i ho manteniu així". El 14 d'agost, el 74è esquadró (F) va ser enviat a RAF Wittering per descansar i poc després es va traslladar a RAF Kirton a Lindsey i després a RAF Coltishall, Norfolk. Va ser a Coltishall el setembre de 1940 quan l'Esquadró va substituir els seus Spitfire Mk.Is pels Mk.IIa. L'esquadró va tornar al sud cap a RAF Biggin Hill a l'octubre pel final de la batalla. Entre novembre i desembre de 1940, el 74è esquadró (F) va destruir 38 avions enemics. Amb la victòria de la batalla d'Anglaterra, l'esquadró va ser enviat a RAF Manston el febrer de 1941. L'esquadró es va dirigir al nord d'Anglaterra a RAF Acklington el juliol de 1941 per reagrupar-se, des d'allà desplaçant-se a les estacions de Gal·les (RAF Llanbedr) i d'Irlanda del Nord (RAF Long Kesh). Durant aquest temps, el governador de Trinitat i Tobago, Sir Hubert Winthrop Young va fer una presentació de Spitfires al 74è esquadró (F). Això va provocar posteriorment que "Els Tigres" fos anomenat "Esquadró Trinitat", un nom que va durar fins a la dècada de 1950.

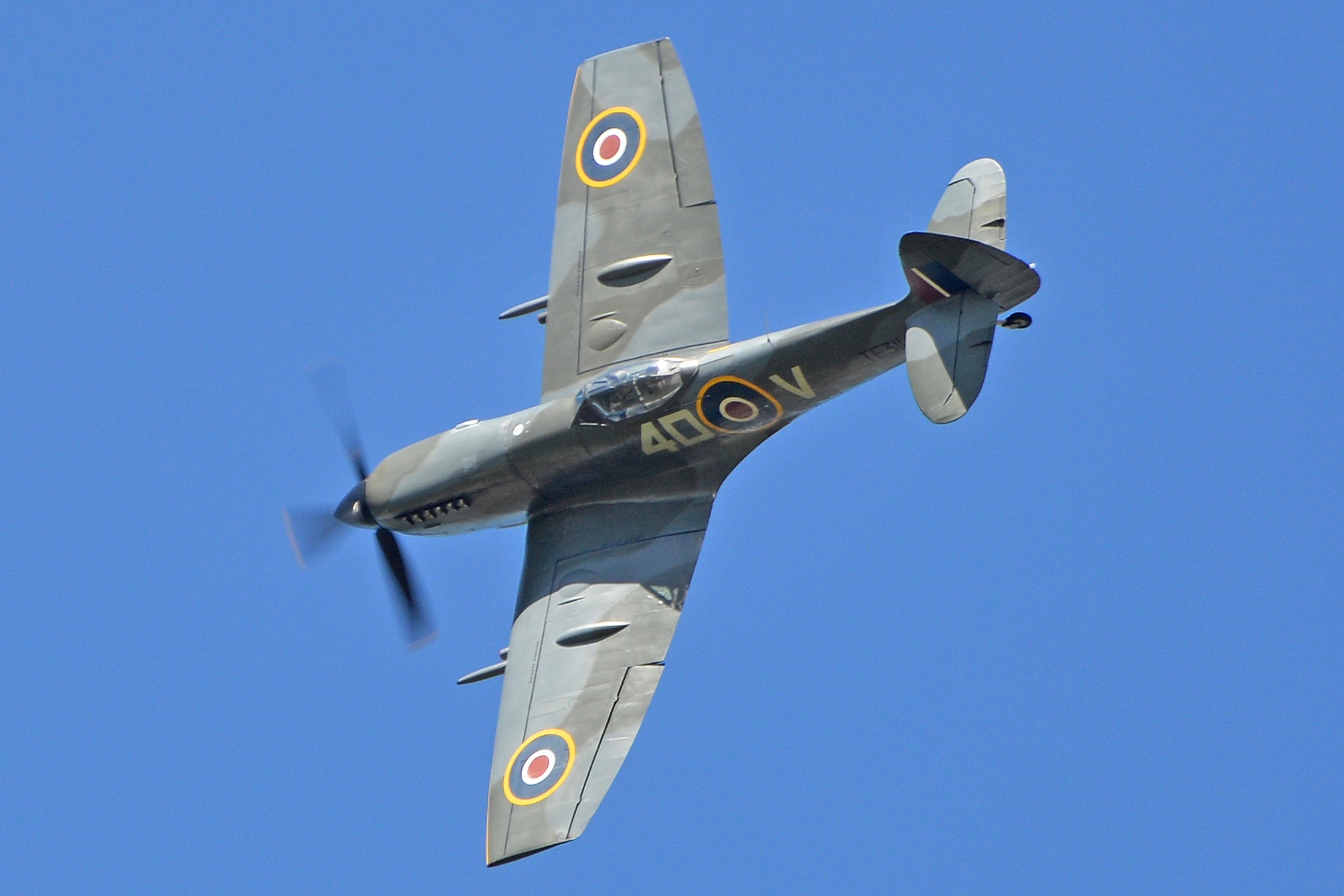
Supermarine Spitfire LF.XVIe amb les marques del cap d'esquadró AJ 'Tony' Reeves DFC, comandant de el 74è esquadró (F) des de desembre de 1944.

#### Orient Mitjà i l'alliberament d'Europa
L'esquadró finalment va traslladar-se des de RAF Long Kesh l'abril de 1942, quan va ser enviat a l'Orient Mitjà, arribant a Egipte al juny. El vaixell que portava els avions que havien de volar s'havia enfonsat deixant "Els Tigres" sense res per volar. El 74è esquadró es va traslladar a Palestina al juliol, on es va decidir que l'esquadró funcionés com a unitat de manteniment dels B-24 Liberators de la USAAF. L'Esquadró finalment va recuperar la seva capacitat aèria el desembre de 1942 quan van rebre Hurricane Mk.IIBs, formant part del 219è grup (Fighter). Durant aquest temps van operar des de RAF Habbaniya a l'Iraq i també tenien la seva seu a l'Iran. L'esquadró es va tornar a Egipte el maig de 1943 per tal de realitzar patrulles marítimes. El 23 de juliol, 'The Tigers' va participar en una gran ofensiva sobre Creta, ocupada per l'Eix, en la qual van atacar estacions RDF i casernes, entre altres objectius, que els van danyar greument. L'esquadró es va convertir de nou a Spitfires el setembre de 1943, aquesta vegada amb Mk.Vbs i Mk.Vcs, ja que van ser transferits a Xipre per participar en la fallida campanya del Dodecanès. L'esquadró es va retirar de nou a Egipte i, a finals d'octubre de 1943, l'esquadró va obtenir Spitfires Mk.IX, que es van canviar per Mk.XVIs el març de 1944.
El 74è esquadró (F) va tornar a casa a l'abril de 1944 a RAF North Weald abans de passar a RAF Lympne. Havien arribat just a temps per participar en la formació de l'Operació Overlord (la invasió aliada de Normandia al juny de 1944). Estava equipat amb el Spitfire Mk.IX HF que funcionava des de la RAF Lympne a la defensa aèria de Gran Bretanya, encara que sota el control operatiu de la Segona Força Aèria Tàctica de la RAF (2a TAF). Durant aquest temps van atacar els patis ferroviaris de l'Eix i van escortar els bombarders aliats als llocs de llançament de les V-1 a la França ocupada com a part dels preparatius del dia D. El 3 de juliol, l'Esquadró va deixar RAF Lympe cap a RAF Tangmere, com a part de l'ala 134, abans de marxar a Sommervieu, Normandia, a l'agost de 1944 i unir-se a l'ala 145. A partir d'aquí van donar suport a l'avanç dels aliats a través de França, Bèlgica i els Països Baixos en un paper de caça bombarder. El 74è esquadró (F) va operar des de les bases aèries de Lille, Courtrai, Duerne i Schijndel durant aquest temps. El març de 1945 l'Esquadró va rebre Spitfire Mk.XVIs, que operaven al costat dels seus Mk.IX. El 16 d'abril, "Els Tigres" es van establir a Drope, a Alemanya, des d'aquí es van utilitzar per dur a terme missions de reconeixement sobre Wilhelmshaven. Va estar aquí quan l'escadron núm. 74 (F) va rebre notícies de la rendició d'Alemanya. L'esquadró finalment va deixar Alemanya l'11 de maig de 1945, tornant a Gran Bretanya.

### Postguerra

#### Meteors, Hunters i Lightnings

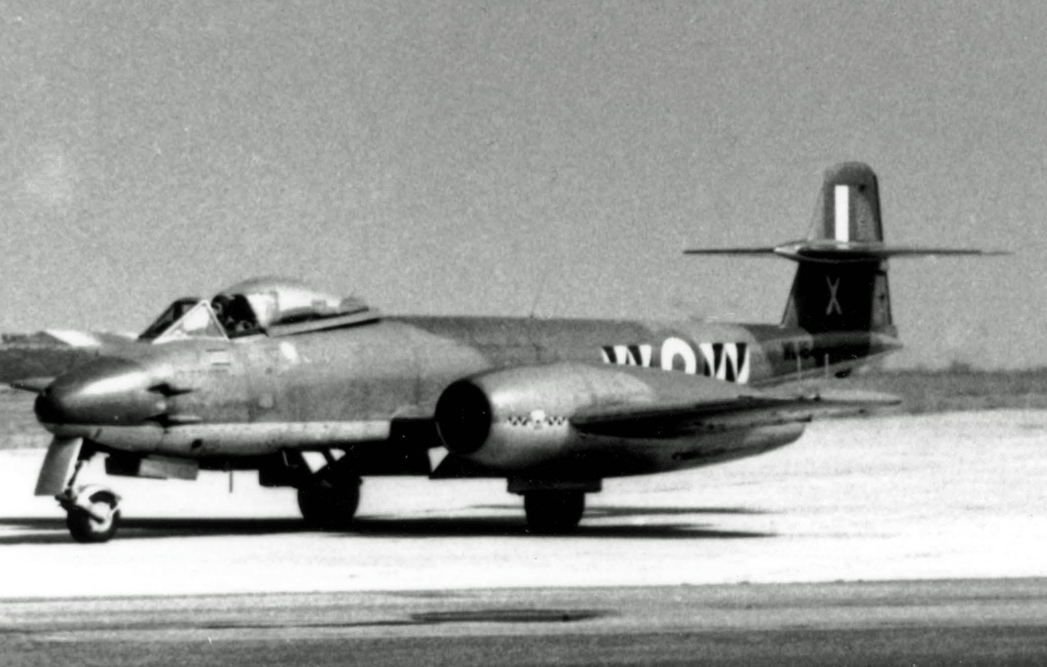
74è Esquadró (F) Gloster Meteor F.8 (WL164) que porta "Tiger Stripes" a RAF Hooton Park, 1955.

A l'arribada a Anglaterra, el 74è esquadró (F) es va convertir al seu primer avió de reacció: el Gloster Meteor F.3, amb seu a RAF Colerne, Wiltshire. L'esquadró es va traslladar aviat a RAF Bentwaters abans d'instal·lar-se finalment a RAF Horsham St Faith a l'agost de 1946. Mentre era aquí, com un dels primers adoptants del Meteor F.3, l'Esquadró va formar la primera ala de combat de reacció amb els esquadrons 616 i 504 'The Tigers' va tenir una breu estada a RAF Lübeck entre juliol i agost de 1947. A partir de desembre de 1947, l'Esquadró va començar a equipar-se amb Meteor F.4s completant la conversió el març de 1948. L'octubre de 1950 l'Esquadró va rebre el Meteor F.8 molt millorat. A partir de 1954 els Meteors de l'Esquadró es van començar a camuflar en verd fosc i gris mar fosc, cosa que va coincidir amb el retorn de les marques de "ratlla de tigre" als avions de l'esquadró, cosa que no es veia des dels Gloster Gauntlets. Després de 12 anys volant amb els Meteors, el 74è esquadró (F) es va convertir al Hawker Hunter F.4 el març de 1957. Els Hunter F.4 no funcionarien durant molt de temps ja que l'esquadró va començar a equipar-se amb Hunter F.6s el novembre de 1957, i el Hunter F.4s s'extingirà el gener de 1958.

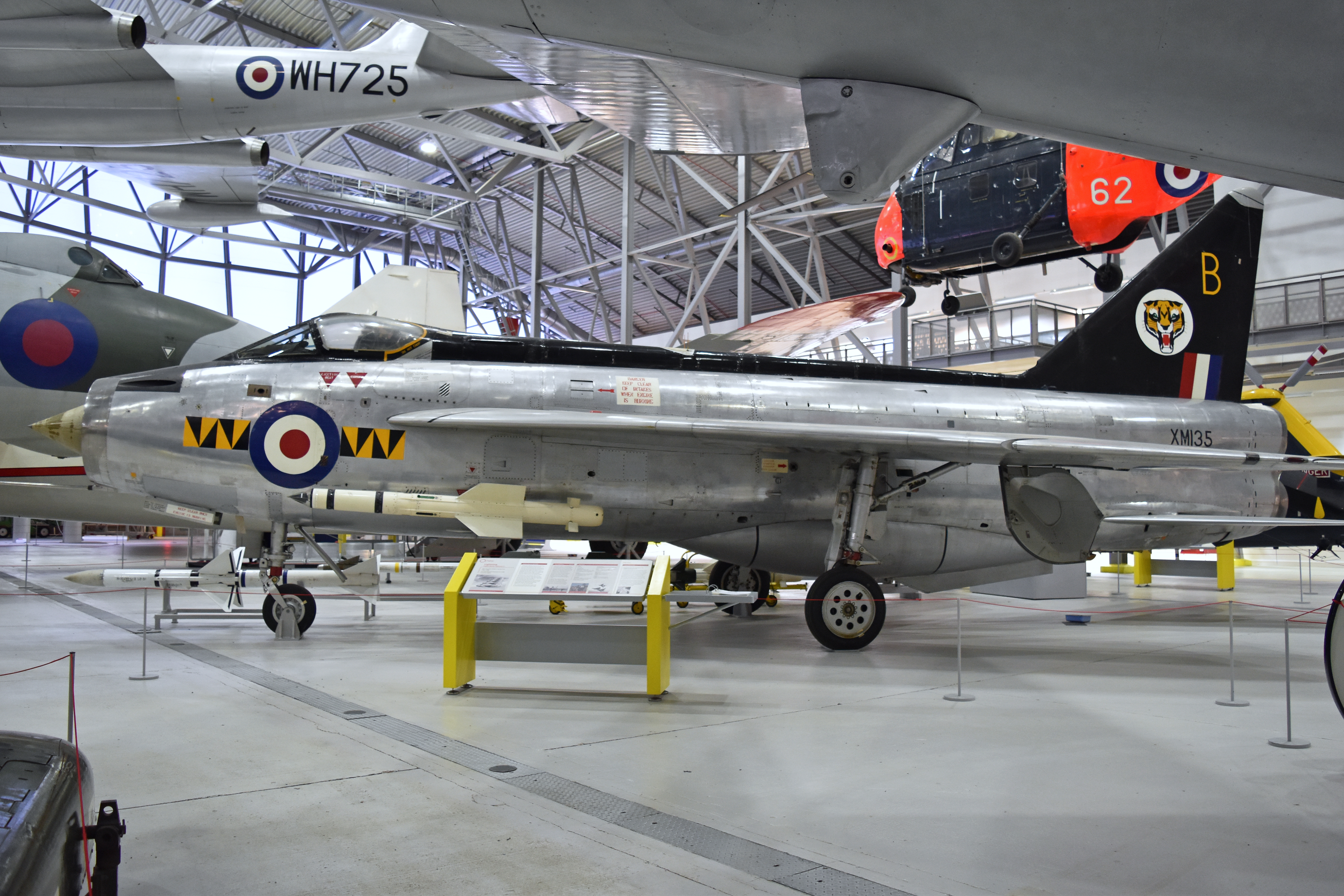
74 (F) Squadron Electric Electric Lightning F.1 (XM135) al Imperial War Museum de Duxford.

El 8 de juny de 1959, l'esquadró, sota el comandament del Cap d'Esquadró John "Johnny" Howe, es va traslladar a RAF Coltishall+ per reequipar-lo amb l'English Electric Lightning F.1 el juny de 1960; aquest va ser el primer esquadró de la RAF a rebre el llamp. El 1962, el 74è esquadró (F) va formar un equip acrobàtic: "Els tigres", en substitució dels Blue Diamonds del 92è esquadró com a equip de presentació oficial de la RAF. El 2 de març de 1964, l'esquadró es va traslladar a RAF Leuchars a Escòcia abans d'obtenir el Lightning F.3 a l'abril. Mentre es trobava a RAF Leuchars, el 74è esquadró (F) va celebrar el seu primer "Tiger Meet" entre el 5 i el 9 de juliol de 1966, després d'haver-se incorporat a l'Associació de Tigres de l'OTAN en els seus inicis el 1961.1 "Els Tigres" es va actualitzar a Lightning F.6s el novembre de 1966, quedant els darrers Lightning F.3 fins al gener de 1967. L'esquadró es va traslladar a la RAF Tengah a Singapur el juny de 1967, on va operar al costat del 20è esquadró, que volava Hunters, i el 81è esquadró, que volava amb Canberra PR.9s. Al juny de 1969, mentre estaven establerts a Singapur, quatre Lightning F.6 van volar una distància de 2.000 milles des de la RAF Tengah fins a Darwin, Territori del Nord, a Austràlia, establint el vol sense escales més llarg realitzat per un Lightning. El 1971 l'esquadró operava amb Lightning F.3s a RAF Akrotiri, Xipre per lliurar-los al 56è esquadró (F), que estaven volant Lightning F.3s, i després es va dissoldre el 25 d'agost de 1971.

#### Phantoms, Hawks i dissolució

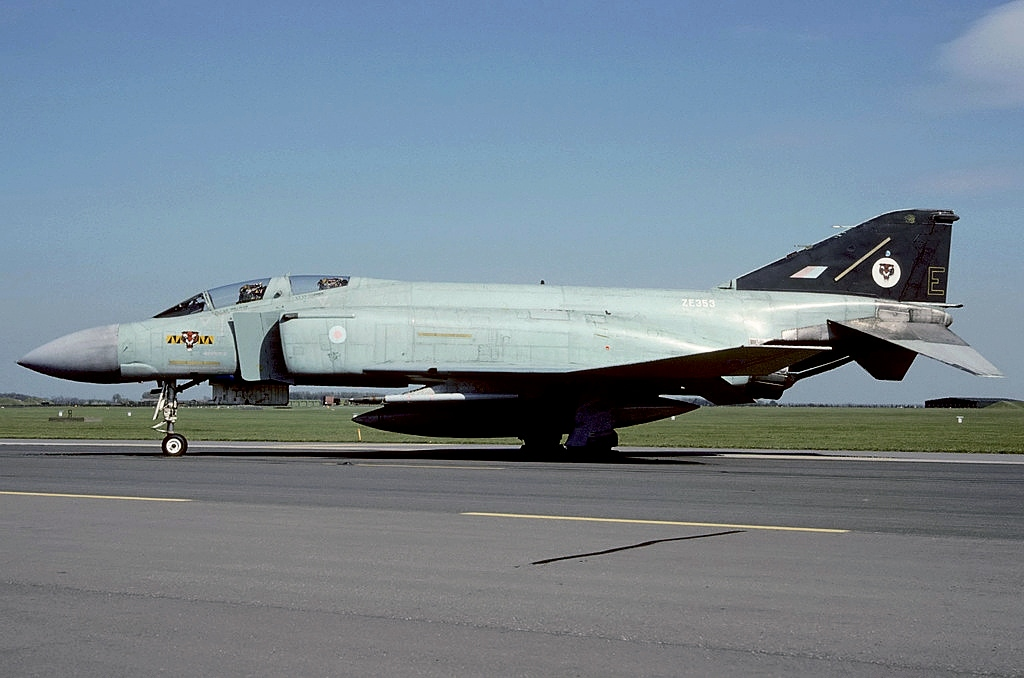
McDonnell Douglas F-4J (UK) Phantom (ZE353) del 74è Esquadró (F) a RAF Waddington el 1990.

Després d'una inactitud de 13 anys, el 74è esquadró (Fighter) es va reformar a RAF Wattisham, Suffolk, el 19 d'octubre de 1984, amb McDonnell Douglas F-4J Phantoms II provinents de la Marina dels Estats Units (designats com a F-4J (Regne Unit) a la RAF servei) que van ser comprats per la RAF com a mesura per substituir els del 23è esquadró que havien estat enviats a les Malvines després de la guerra. El F-15 4JS va costar $125 milions i es va sotmetre a una actualització completa al Centre Naval represa de l'aire en l'estació aèria naval de l'illa de el Nord, Sant Diego. Aquí van rebre la possibilitat d'utilitzar el míssil aire-aire Skyflash, el seu radar es va actualitzar i es va adaptar a una especificació similar a la F-4S més definitiva - també es van ruixar amb un color blau clar ou d'ànec. Els F-4J van ser traslladats a través de l'Atlàntic en 3 lots diferents recolzats per Vickers VC10, amb l'últim grup que va arribar el 5 de gener de 1985. La capacitat operativa de l'Esquadró es va declarar el 31 de desembre de 1985. El 26 d'agost de 1987 El 74è esquadró (F) va perdre un F-4J Phantom (ZE358) en un accident mortal a prop d'Aberystwyth, Gal·les. Tots dos membres de la tripulació, el Flt. Lt. Euan Holm Murdoch i el Fg. Off. Jeremy Lindsey Ogg van resultar morts.
"Els Tigres" van operar els seus F-4J únics fins al gener de 1991, quan es van equipar amb Phantom FGR.2s, que estaven disponibles a causa de la conversió d'altres esquadrons al Tornado F.3. Els plans inicialment havien estat que la RAF retingués dos esquadrons de Phantoms, "Els Tigres" i el seu germà, el 56è Esquadró de la RAF156è (F) ('The Firebirds') a RAF Wattisham, però amb el final de la Guerra Freda aquests plans s'alteraren. Segons la revisió de la defensa Opcions per al canvi, tots els Phantoms restants serien retirats del servei. El 74è esquadró (F) va participar en el seu penúltim Tiger Meet com a esquadró de combat a la base aèria de Los Llanos, Espanya, entre el 14 i el 22 de maig de 1992, en què la seva entrada era un Phantom FGR.2 pintat totalment en un esquema de tigre.Ambdós esquadrons Phantoms van dur a terme el seu últim campament de pràctiques d'armament (APC) a RAF Akrotiri, Xipre a principis de juny, marcant un empat en les operacions. El 13 de Juny de 1992, tant el 56 (F) com el 74 (F) van participar en la passada oficial de l'aniversari de la Reina Elisabet II sobre el palau de Buckingham amb una formació de diamant formada per 16 aeronaus (8 Phantoms de cada esquadra), un dels darrers actes de la flota Phantom. L'agost de 1992, l'esquadró núm. 56 (F) s'havia traslladat a RAF Coningsby (després d'haver-se retirat el 31 de juliol) i es va convertir en una Unitat de conversió operativa (OCU) per al Tornado F.3, deixant a 'The Tigers' com a darrer esquadró Phantom de la RAF. Al llarg del seu darrer any, el 74è esquadró va fer una exhibició aerobàtica arreu del país, amb colors tant de "els Tigres" com "els Ocells de Foc". El Phantom FGR.2 (XT914) va ser pilotat pel cap d'esquadró Archie Liggat i pel Flt. Lt. Mark "Manners" Manwaring. The Tigers va celebrar una mini Tiger Meet a la RAF Wattisham entre el 14 i el 17 de setembre per marcar la retirada del Phantom, convidant als neerlandesos, francesos, portuguesos i els estatunidencs entre d'altres - British Aerospace Hawk T.1s de 4 FTS, que el 74è esquadró (F) operaria aviat, també hi van participar Un dels darrers actes de el 74è esquadró (F) va ser el sobrevolar RAF Wattisham en una formació de diamants nou abans de dissoldre-se definitivament l'1 d'octubre de 1992. Poc després, RAF Wattisham va començar la seva transició cap al cos aeri de l'exèrcit, convertint-se en l'aeròdrom de Wattisham el març de 1993.

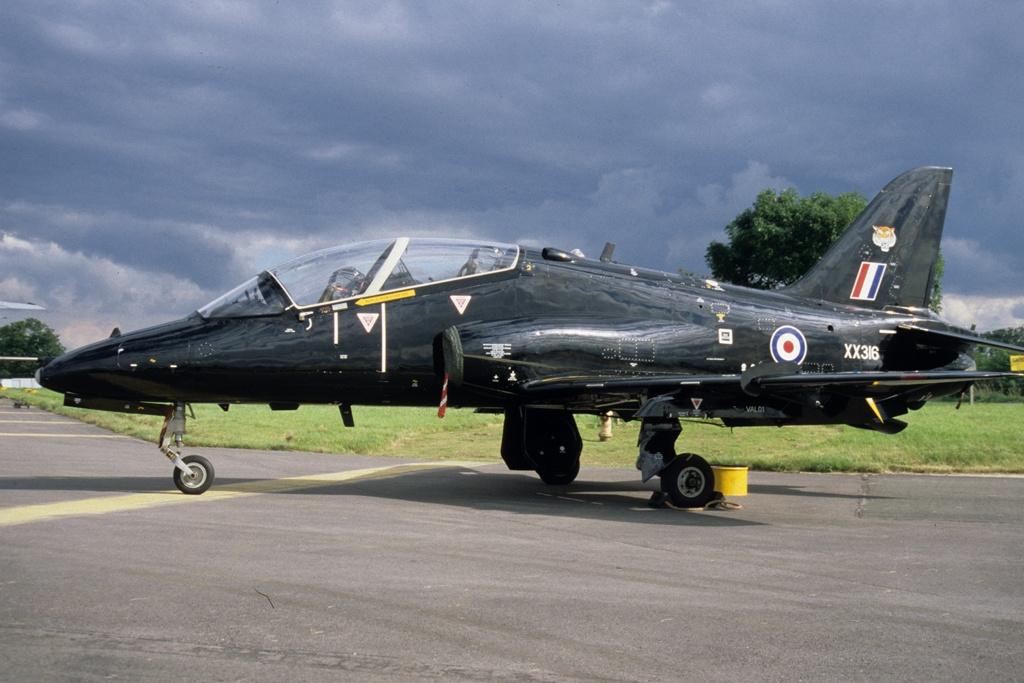
No. 74 (R) Squadron British Aerospace Hawk T.1A (XX316) a RIAT, 1998.

El 5 d'octubre de 1992, el 74è esquadró (Reserva) es va plantar amb l'Hawk T.1 com a part de l'escola d'entrenament de vol núm. 4 a RAF Valley en la funció d'instrucció d'armes. A la Tiger Meet de 1993, el 74è esquadró (R) va guanyar l'anhelat trofeu "Silver Tiger" mentre competia contra els Mirage F1s espanyols i els F-16's belgues; com Flt. Lt. Will Jonas va dir: "No està malament per a una unitat de formació eh ?!" Amb la racionalització de 4 FTS a només dos esquadrons, el 74è esquadró (R) es va dissoldre el 22 de setembre de 2000.
La 74 (F) Tiger Squadron Association reuneix els antics "Tigres" de totes les generacions per a un sopar de reunió anual. Pendent de recaptar els fons necessaris, hi ha plans per crear un museu dedicat a la història de l'esquadró a la seva antiga base de la RAF de Horsham St Faith, actual aeroport de Norwich. Des d'aleshores s'han previst crear una secció especial al Museu de l'Aviació de la Ciutat de Norwich dedicada a l '"Esquadró Tigre".

## Pilots famosos
Pilots famosos associats a l'esquadró::
- Keith Caldwell
- John Freeborn – 12 morts, 1 probable, 5 danyades, va estar amb l'esquadró més temps que qualsevol altre pilot de la batalla d'Anglaterra i va volar més hores operatives.
- A.G. "Sailor" Malan – 32 victòries
- Edward Mannock – 61 victòries de les quals 35 es van aconseguir amb l'esquadró 74.
- John Mungo-Park[33]

## Avions operats
- Avro 504K (juliol de 1917 – març de 1918)[34]
- Sopwith Pup (gener de 1918 – març de 1918)[34]
- Sopwith Scout (gener de 1918 – març de 1918)[34]
- Royal Aircraft Factory S.E.5a (març de 1918 – febrer de 1919)[34]
- Hawker Demon Mk.(setembre de 1935 – abril de 1937)[34]
- Gloster Gladiator Mk.I (març de 1937)[34]
- Gloster Gauntlet Mk.II (març de 1937 – febrer de 1939)[34]
- Miles Magister Mk.I (1938–1944)[34]
- Supermarine Spitfire Mk.I/Ia (febrer de 1939 – setembre de 1940)[35]
- Supermarine Spitfire Mk.IIa/IIb (juny de 1940 – desembre de 1941)[36]
- Vickers-Supermarine Spitfire Mk.Vb (maig de 1941 – març de 1942)[37]
- Hawker Hurricane Mk.I/IIb/IIc (desembre de 1942 – setembre de 1943)[37]
- Vickers-Supermarine Spitfire Mk.Vb (setembre de 1943 – abril de 1944)[38]
- Vickers-Supermarine Spitfire Mk.Vc (setembre de 1943 – abril de 1944)[38]
- Vickers-Supermarine Spitfire Mk.IX (octubre de 1943 – abril de 1944)[38]
- Vickers-Supermarine Spitfire LF.IXe (abril de 1944 – març de 1945)[38]
- Vickers-Supermarine Spitfire LF.XVIe (març de 1945 – maig de 1945)[39]
- Gloster Meteor F.3 (maig de 1945 – març de 1948)[40]
- Gloster Meteor F.4 (desembre de 1947 – octubre de 1950)[40]
- Gloster Meteor T.7 (1950–1957)[41]
- Gloster Meteor F.8 (octubre de 1950 – març de 1957)[42]
- Hawker Hunter F.4 (març de 1957 – gener de 1958)[41]
- Hawker Hunter F.6 (Nov 1957–1960)[41]
- Hawker Hunter T.7 (1958–1966)[43]
- English Electric Lightning F.1/F.1a (juny de 1960 – abril de 1964)[43]
- English Electric Lightning F.3 (abril de 1964 – setembre de 1967)[43]
- English Electric Lightning T.4 (1961–1966)[43]
- English Electric Lightning T.5 (juny de 1967 – agost de 1971)[44]
- English Electric Lightning F.6 (juny de 1966 – agost de 1971)[43]
- McDonnell Douglas F-4J(UK) Phantom (agost de 1984 – gener de 1991)[44]
- McDonnell Douglas F-4M Phantom FGR.2 (gener de 1991 – octubre de 1992)[44][45]
- British Aerospace Hawk T.1/T.1A (octubre de 1992 – setembre de 2000)[45]

- Avro 504K la col·lecció Shuttleworth. Aquest va ser el primer tipus d'avió que va operar el 74è esquadró (Training Depot) el 1917.
- Hawker Demons semblants als n º 74 (F) Squadron van operar del 1935 al 1937 a Malta.
- Gloster Gauntlets semblant al que el 74è esquadró (F) va volar del 1937 al 1939.
- Supermarine Spitfire Mk.Vc, que va ser pilotat pel 74è esquadró (F) del 1943 al 1944 a l'Orient Mitjà.
- Hawker Hunter F.6 que s'assembla molt al que va operar el 74è esquadró (F) del 1957 al 1960.
- No. 74 (F) Squadron McDonnell Douglas Phantom FGR.2 (XT914) (XT914) a RIAT, 1991. (Aquest avió es conserva avui a la RAF Wattisham).